# Linea Kibi
La linea Kibi (吉備線?, Kibi-sen) è una breve ferrovia di interesse locale a scartamento ridotto che collega le città di Okayama e Sōja, entrambe prefettura di Okayama, in Giappone. La ferrovia è gestita dalla West Japan Railway Company (JR West).

## Servizi
La linea, interamente a binario singolo e non elettrificata, vede circa 29 treni al giorno, con alcuni treni che proseguono su altre ferrovie.

## Stazioni
| Stazione         | Giapponese | Distanza | Collegamenti | Posizione       |
| ---------------- | ---------- | -------- | --- | --------------- |
| Okayama          | 岡山       | 0.0      | JR West ■ Linea principale Sanyō (comprese linee ■ Akō e ■ Hakubi) ■ Linea Uno (compresa linea Seto-Ōhashi) ■ Linea Tsuyama Sanyō Shinkansen Tram di Okayama: Linea Higashiyama Linea Seikibashi | Kita-ku Okayama |
| Bizen-Mikado     | 備前三門   | 1.9      | | Kita-ku Okayama |
| Daianji          | 大安寺     | 3.3      | | Kita-ku Okayama |
| Bizen-Ichinomiya | 備前一宮   | 6.5      | | Kita-ku Okayama |
| Kibitsu          | 吉備津     | 8.4      | | Kita-ku Okayama |
| Bitchū-Takamatsu | 備中高松   | 11.0     | | Kita-ku Okayama |
| Ashimori         | 足守       | 13.4     | | Kita-ku Okayama |
| Hattori          | 服部       | 16.2     | | Sōja            |
| Higashi-Sōja     | 東総社     | 18.8     | | Sōja            |
| Sōja             | 総社       | 20.4     | Linea Hakubi Ferrovia di Ibara | Sōja            |

## Progetto tram-treno
Nel 2003 JR West ha dichiarato di voler trasformare la ferrovia in un sistema tram-treno che possa integrarsi con il tram di Okayama. Secondo JR West, aumentando il numero delle fermate in linea, aumenterebbe anche il numero di passeggeri, migliorando l'economia della linea. Tuttavia sono presenti diversi problemi, quali la non elettrificazione della linea e l'infrastruttura non adeguata, che renderebbero l'operazione molto costosa.